# 20. marec
20. marec je 79. dan leta (80. v prestopnih letih) v gregorijanskem koledarju. Ostaja še 286 dni.

## Dogodki
- 1815 – Napoleon se z Elbe vrne v Pariz in zavlada za 100 dni
- 1861 – prve splošne deželnozborske volitve na Slovenskem
- 1915 – Albert Einstein objavi svojo teorijo relativnosti
- 1943 – britanska ofenziva v Tuniziji
- 1945:
  - anglo-indijske enote zavzamejo Mandalay na Burmi
  - Jugoslovanska armada začne zadnjo, končno ofenzivo
- 1946 – obešen je slovenski domobranec Peter Križaj
- 1956 – Tunizija postane neodvisna država
- 1965 – Louis Armstrong kot prvi ameriški umetnik nastopi v vzhodnem Berlinu
- 1981 – poljski sindikat Solidarność razglasi splošno stavko
- 1995 – japonska teroristična skupina Aum Shinrikyo v tokijski podzemni železnici s sarinom ubije 12 ljudi
- 2003 – ZDA in koalicija voljnih napade Irak

## Rojstva
- 43 pr. n. št. – Publius Ovidius Naso - Ovid, rimski dramatik, pesnik († 17)
- 1502 – Pierino Belli, italijanski vojak, pravnik († 1575)
- 1725 – Abdul Hamid I., sultan Osmanskega cesarstva († 1789)
- 1735 – Torbern Olof Bergman, švedski kemik († 1784)
- 1770 – Johann Christian Friedrich Hölderlin, nemški pesnik († 1843)
- 1809 – Nikolaj Vasiljevič Gogolj, ruski pisatelj († 1852)
- 1811 – Napoleon II., francoski vojvoda († 1832)
- 1814 – John Goodsir, škotski anatom († 1867)
- 1828 – Henrik Johan Ibsen, norveški dramatik († 1906)
- 1848 – Friedrich Karl »Fritz« Henkel, nemški kemik, industrialec († 1930)
- 1875 – Vladimir Sergejevič Ignatovski, ruski matematik, fizik († 1942)
- 1890 – Beniamino Gigli, italijanski tenorist († 1957)
- 1904 – Burrhus Frederic Skinner, ameriški psiholog († 1990)
- 1921 – Dušan Pirjevec, slovenski književni kritik, zgodovinar, publicist († 1977)
- 1971 – Marko Diaci, slovenski ekonomist in politik
- 1986 – Rok Benkovič, slovenski smučarski skakalec
- 1991 – Alexis Pinturault, francoski alpski smučar

## Smrti
- 1181 – Taira no Kiyomori, japonski vojskovodja (* 1118)
- 1191 – papež Klemen III. (* 1130)
- 1239 – Hermann von Salza, veliki mojster vitezov križnikov (* 1165)
- 1286 – Abu Jusuf Jakub, marinidski sultan
- 1413 – Henrik IV., angleški kralj (* 1367)
- 1351 – Muhamad bin Tugluk, delhijski sultan
- 1352 – Obizzo III. d’Este, italijanski plemič, markiz Ferrare (* 1294)
- 1390 – Aleksej III. Veliki Komnen, trapezuntski cesar (* 1338)
- 1393 – Janez Nepomuk, češki svetnik (* med 1340 in 1350)
- 1568 – Albert, pruski veliki mojster, vojskovodja (* 1490)
- 1703 – Oiši Kuranosuke, japonski samuraj, voditelj skupine 47-ih roninov (* 1659)
- 1818 – Johann Nikolaus Forkel, nemški muzikolog (* 1749)
- 1851 – Ali-paša Rizvanbegović, osmanski vezir (* 1783)
- 1878 – Julius Robert von Mayer, nemški zdravnik, fizik (* 1814)
- 1894 – Lajos Kossuth, madžarski politik, bojevnik za neodvisnost (* 1802)
- 1921 – François Hennebique, francoski inženir (* 1842)
- 1929 – Ferdinand Foch, francoski maršal (* 1851)
- 1946 – Peter Križaj, domobranec
- 1962 – Charles Wright Mills, ameriški sociolog (* 1916)
- 1968 – Carl Theodor Dreyer, danski filmski režiser (* 1889)
- 2004 – Juliana, nekdanja nizozemska kraljica (* 1909)
- 2007 – Jane Kavčič, slovenski filmski režiser (* 1923)